# Inan
Inan (en àrab عنان, ʿInān) fou una poetessa àrab de Bagdad de la meitat del segle viii. És considerada la primera dona poeta a obtenir notorietat i glòria sota els abbàssides.
Se sap ben poc de la seva vida i el que se sap és de dubtosa autenticitat. Sembla que hauria estat una muwàl·lada —una no àrab nascuda i educada entre àrabs— que hauria nascut i hauria rebut una acurada educació a la Yamama. D'allà s'hauria traslladat a la capital abbàssida juntament amb el seu amo, Abu-Khàlid an-Natifí, arribant a viure probablement també al Khurassan. Hauria mort a Egipte l'any 841. En vida hauria conegut l'esplendor literari de la cort de Harun ar-Raixid, qui s'hauria mostrat interessat pels seus dots poètics.
Es coneix ben poc de la seva obra, però els pocs versos conservats mostren una poetessa brillant. Més enllà del seu talent, però, Inan destaca perquè hauria convertit la seva casa en el centre d'una tertúlia literària a la qual haurien assistit els més innovadors dels poetes i literats àrabs del moment. Consta, en aquest sentit i a tall d'exemple, que Abu-Nuwàs, Ibn al-Àhnaf i Abu-n-Nadir li van dedicar poemes d'amor, potser no del tot sincers, però sí significatius.